# 埃米森山
埃米森山（英語：Mount Emison），是南極洲的山峰，位於維多利亞地的斯科特海岸，處於貝特斯冰川終點之北的坎貝爾冰川西岸，海拔高度2,050米，美國地質調查局根據測量和美國海軍拍攝的空中照片繪入地圖，現時由南極條約體系管理。